# Michał Kokowski
Michał Piotr Kokowski (ur. w 1961 w Pile) – polski naukowiec: fizyk, historyk nauki, filozof nauki, historyk idei i genealog.

## Życiorys
Jest synem Joachima Jana Kokowskiego (1914-1973) i Łucji Barbary Kokowskiej z d. Barabasz (1926-2009). Absolwent Szkoły Podstawowej nr 5 im. Janka Krasickiego w Pile, I Liceum Ogólnokształcącego im. Marii Skłodowskiej-Curie w Pile, Akademii Górniczo-Hutniczej im. Stanisława Staszica w Krakowie (kierunek: podstawowe problemy techniki), Uniwersytetu Jagiellońskiego w Krakowie (kierunek: fizyka) oraz Papieskiej Akademii Teologicznej w Krakowie (kierunek: filozofia). Na tej ostatniej uczelni studiował m.in. u ks. prof. Michała Hellera, ks. prof. Józefa Życińskiego oraz ks. prof. Józefa Tischnera.
Od 1991 roku zatrudniony w Instytucie Historii Nauki PAN. W 1997 roku obronił tu rozprawę doktorską zatytułowaną „Krytyka Kuhnowskiej interpretacji rewolucji kopernikowskiej w świetle hipotetyczno-dedukcyjnej metody myślenia korespondencyjnego,”. Osiem lat później uzyskał habilitację za pracę pt. „Oryginalność dokonań Kopernika. W kierunku integracji współczesnych badań kopernikowskich, 23/06/2005, Instytut Historii Nauki PAN,”. 17 stycznia 2013 roku Prezydent RP nadał mu tytuł profesora.
Jest członkiem Rady Naukowej IHN PAN, od 2020 roku przewodniczącym Komisji Historii Nauki Polskiej Akademii Umiejętności, członkiem Komisji Filozofii Nauk Polskiej Akademii Umiejętności oraz członkiem European Society for the History of Science. Był też członkiem Nominating Committee of the Division of History of Science and Technology / International Union of History and Philosophy of Science (2008/2009) i Scientific Board of the European Society for the History of Science (2008-2010, 2010-1012). Od chwili utworzenia Centrum Kopernika Badań Interdyscyplinarnych (UJ i PAT) w 2008 roku, kieruje badaniami "Grupy kopernikowskiej" tego centrum.
Specjalizuje się w historii i filozofii nauk ścisłych i badaniu związków tych dyscyplin z pozostałymi działami kultury: filozofią, religią i teologią, sztukami pięknymi oraz techniką. Analizował m.in. dorobek Władysława Natansona, Thomasa S. Kuhna a szczególnie Mikołaja Kopernika. Jako jedyny dotąd badacz w Polsce uzyskał stopień doktora (1997) i doktora habilitowanego (2005) z tematyki badań kopernikowskich.
Autor licznych artykułów naukowych. Publikował m.in. w Physical Review B, Solid State Physics, Theoria et Historia Scientiarum, Zagadnieniach Filozoficznych w Nauce, Zagadnieniach Naukoznawstwa oraz Kwartalniku Historii Nauki i Techniki.
Był uczestnikiem wielu konferencji naukowych, m.in. światowych kongresów historii nauki i logiki, metodologii oraz filozofii nauki oraz międzynarodowych konferencji Europejskiego Towarzystwa Historii Nauki. Organizował też krajowe i międzynarodowe konferencje naukowe. W szczególności był inicjatorem i organizatorem 2nd International Conference of the European Society for the History of Science (Kraków, 6–9.09.2006) i konferencji naukowej "Tajemnice grobu Mikołaja Kopernika. Dialog ekspertów" (Kraków, 22–23.02.2010), podczas której dyskutowano na temat poważnych wątpliwości dotyczących rzekomego ostatecznego odkrycia szczątków Mikołaja Kopernika; jest autorem wielu artykułów wykazujących brak merytorycznych podstaw do uznania tego grobu za grób Kopernika.
W 2010 roku został laureatem Nagrody Naukowej im. Mikołaja Kopernika Fundacji Miasta Krakowa (przyznawanej co pięć lat przez Polską Akademię Umiejętności) za pracę Różne oblicza Mikołaja Kopernika – spotkania z historią interpretacji.
W grudniu 2012 roku pod jego redakcją naukową ukazała się recenzowana monografia zbiorowa podsumowująca wyniki konferencji z 2010 roku na temat oceny odkrycia grobu Mikołaja Kopernika i identyfikacji jego szczątków.

## Hobby
Poza pracą zawodową prowadzi badania historyczno-genealogiczne (włącznie z genealogią genetyczną) jego rodziny, należącej do rdzennej ludności terenów Krajny i Warmii i zasłużonej w walce o polskość tych ziem.

## Wybrane publikacje
Lista publikacji:
- Thomas S. Kuhn (1922-1996) a zagadnienie rewolucji kopernikowskiej (2001)
- Ludwik Antoni Birkenmajer : w stulecie wydania przez Akademię Umiejętności dzieła "Mikołaj Kopernik" (2002)
- Copernicus's originality : towards integration of contemporary Copernican studies (2004)
- Aktualność myśli naukoznawczej Thomasa S. Kuhna (2005)
- 2nd International Conference of the European Society for the History of Science (2007)
- Nicholas Copernicus in focus of interdisciplinary research. A sketch of main results (2007)
- Poszukiwania grobu Kopernika. Refleksje „advocati diaboli (2007)
- Symposium “The problem of continuity and discontinuity of Ancient, Medieval, Modern and Contemporary Science: A Reappraisal” (2009)
- Różne oblicza Mikołaja Kopernika : spotkania z historią interpretacji (2009)
- Tajemnica grobu Mikołaja Kopernika : dialog ekspertów, Kraków, 22-23 II 2010 : monografia zbiorowa (2012)
- Czy odkryto grób Mikołaja Kopernika? (2020)